# Suture sphéno-ethmoïdale
La suture sphéno-ethmoïdale (ou suture ethmo-sphénoïdale) est la suture crânienne unissant la crête sphénoïdale inférieure du corps de l'os sphénoïde et le bord postérieur de la lame perpendiculaire de l'os ethmoïde. Elle est située dans la fosse crânienne antérieure.